# 7I busz (Mosonmagyaróvár)
A mosonmagyaróvári 7I jelzésű autóbusz az Autóbusz-végállomás és a MoWin Park, SMR megállóhelyek között közlekedik. A vonalat a Volánbuszüzemelteti.

## Közlekedése
Csak munkanapokon közlekedik, 2 járatpár. A vonalon csak regionális autóbuszjáratok közlekednek.

## Útvonala
| MoWin Park, SMR felé                                                                                                | Autóbusz-végállomás felé                                                                                            |
| --- | --- |
| Autóbusz-végállomás – TESCO Áruház parkoló – Levél út – Barátság utca – Gyertyán utca – Éger utca – MoWin Park, SMR | MoWin Park, SMR – Éger utca – Gyertyán utca – Barátság utca – Levél út – TESCO Áruház parkoló – Autóbusz-végállomás |

## Megállóhelyei
Az átszállási kapcsolatok között a 7-es és 7M jelzésű járatok nincsenek feltüntetve!
| 0 | Autóbusz-végállomás                                     | 5 | 1, 1K, 2, 3, 3K, 5A, 5H, 5K, 5R, 6 | Autóbusz-állomás, TESCO Hipermarket, Park Center, ÉNYKK Zrt. |
| 2 | Wahl Hungária Kft. (Korábban: Barátság utca, Wahl üzem) | 2 |                                    | Wahl Hungária Kft.                                           |
| 5 | MoWin Park, SMR                                         | 0 |                                    | MoWin Park                                                   |